# Mangosta bruna de Madagascar
La mangosta bruna de Madagascar (Salanoia concolor) és una espècie de mamífer de la subfamília dels galidins, endèmica de Madagascar.

## Distribució i hàbitat
El seu hàbitat natural són els boscos secs tropicals o subtropicals de l'illa de Madagascar.

## Taxonomia
La mangosta bruna de Madagascar fou descrita per primer cop el 1837 pel zoòleg francès Isidore Geoffroy Saint-Hilaire, amb els nom Galidia unicolor i Galidia olivacea. Ubicà ambdós noms dins del gènere Galidia, juntament amb la mangosta de cua anellada (Galidia elegans), la qual és actualment l'única espècie reconeguda del gènere. No obstant això, el nom d'unicolor havia estat un error d'impremta i es va corregir posteriorment en una fe d'errades i en una nota de Geoffroy Saint-Hilaire. El 1865, John Edward Gray ubicà concolor i olivacea en el seu propi gènere, Galidia, al qual va anomenar Salanoia. El 1882, George Jackson Mivart va separar olivacea del gènere Galidia i la ubicà-la dins el gènere separat Hemigalidia, sense mencionar Salanoia. El 1904, en el seu Index generum mammalium, Palmer va assenyalar que Salanoia, el primer nom que es va publicar, era el nom adequat pel gènere. Tot i que l'any 1939 Glover Morrill Allen encara va distingir dues espècies, que va anomenar Salanoia olivacea i Salanoia unicolor, el 1972 Albignac reconegué una única espècie a la que va anomenar Salanoia concolor. L'any 2010 es va descriure una espècie del gènere Salanoia, Salanoia durrelli.

## Estat de conservació
Es troba amenaçada per la pèrdua d'hàbitat.